# Arteria mesenterica inferior
De arteria mesenterica inferior of onderste darmslagader is een slagader die ontstaat uit de aorta abdominalis. Deze slagader vertakt in een aantal andere slagaders, namelijk de arteria colica sinistra, arteriae sigmoideae (meestal twee of drie) en de arteria rectalis superior. Zij verzorgt de bloedvoorziening van een deel van de darmen.

## Verloop
De arteria mesenterica inferior is kleiner dan de arteria mesenteria superior. De vertakking ontstaat uit de aorta abdominalis, ongeveer 3–4 cm boven de splitsing in beide arteriae iliacae communes. Dit is vlak bij de ondergrens van de twaalfvingerige darm, het duodenum. De slagader verloopt verder binnen het buikvlies (ook wel intraperitoneaal genoemd) naar beneden. In het begin is de ligging voor van de aorta, maar vervolgens wordt dit links van de aorta. De linker arteria iliaca communis wordt gekruist op weg naar het bekken. Vanaf hier wordt de slagader arteria rectalis superior (ook wel arteria haemorrhoidalis superior) genoemd. Het bloedvat eindigt met vertakkingen naar het bovenste deel van het rectum.

## Bloedvoorziening
Het opstijgende deel, het colon ascendens, en het colon transversum, het horizontale deel van de dikke darm, worden voorzien door de arteria mesenterica superior. De rest van de dikke darm wordt door de arteria mesenterica inferior van bloed voorzien:
- De colon descendens, het dalende deel van de dikke darm inclusief de flexura lienalis (linker colonflexuur).
- Het colon sigmoideum, het S-vormige deel van de dikke darm vlak voor het rectum.
- Een groot deel van het rectum, de endeldarm.

## Vertakkingen
De arteria mesenterica inferior vertakt in een aantal grote bloedvaten:
- arteria colica sinistra
- arteriae sigmoideae, hiervan zijn er meestal twee of drie.
- arteria rectalis superior (ook wel arteria haemorrhoidalis superior genoemd), dit is eigenlijk de arteria mesenteria inferior zelf, na de hierboven genoemde vertakkingen.